# John Blakiston-Houston
John Blakiston-Houston, britanski general, * 1881, † 1959.